# すてき!さくらママ
『すてき!さくらママ』は、2000年12月2日から2001年3月31日までBSフジで放送された実写併用のテレビアニメである。
毎週土曜19:55 - 20:00（JST）に放送され、毎週金曜11:55 - 12:00（JST）に再放送も行われた。

## 概要
30歳前後の主婦・春野桜、夫・春野陽、3歳くらいの子供・春野美歌の3人家族が、ちょっとオシャレでちょっとハイソなライフスタイルを目指す家族ドラマ。
『ほかほか家族』『ドタンバのマナー』『ことわざハウス』『親子クラブ』から続くエイケン制作によるミニアニメーションで、アニメーションとイラストと実写映像を併用して生活の豆知識などを紹介する作品である。
全18話。
本放送当時には、女性専用のWebサービス「Mail&Chat; Club（メルチャ）」（株式会社ネットワークコミュニティクリエイション運営）上で情報交換フォーラムなどの連携企画も行われていた。

## 登場人物

### 春野家
- 春野桜（声 - 斎藤恵理）
- 春野陽（声 - 青木誠）
- 春野美歌（声 - 小暮英麻）
- 春野大樹（声 - 納谷六朗）
- 春野春花（声 - 田畑ゆり）

### その他
- 海野夏子（声 - 庄司文佳）
- 海野満（声 - 細野雅世）
- 山村秋子（声 - 大野エリ）
- 高山雪子（声 - 重松朋）
- 高山昇（声 - 奥田啓人）
- 高山輝美（声 - 谷井あすか）
- 野辺山一（声 - 北村弘一）
- 野辺山万理子（声 - 谷育子）

## 主題歌
オープニングテーマ『A TASTE OF YOUTH』
作曲 - 加藤ひさし / 歌 - THE COLLECTORS

## スタッフ
- プロデューサー - 小野辰雄[1]
- 監督・演出・キャラクターデザイン・作画監督 - 矢澤範雄
- 原画・動画 - 金星スタジオ
- 美術（美術監督） - 青木稔（リバティシップ）
- 制作 - エイケン、BSフジ

## 各話リスト
| 話数 | サブタイトル                                         | 脚本       | 放送日         |
| ---- | ---------------------------------------------------- | ---------- | -------------- |
| 1    | 暮れの大そうじ大作戦!!                               | 森田正子   | 2000年 12月2日 |
| 2    | まごころ手紙は カッコよく!                           | 森田正子   | 12月9日        |
| 3    | 持っていて良かった!! 魔法の一枚                      | 森田正子   | 12月16日       |
| 4    | 引っ越し記念 大パーティー                            | 森田正子   | 12月23日       |
| 5    | 謎の挑戦状!?                                         | 森田正子   | 12月30日       |
| 6    | 冬は鍋が一番! でも、最初が肝心、新しい土鍋           | 田中美智子 | 2001年 1月6日  |
| 7    | 日曜日はバード・コールで お目覚め?                   | 田中美智子 | 1月13日        |
| 8    | 春まで待てない! 模様がえで気持ち一新                 | 田中美智子 | 1月20日        |
| 9    | 地球にちょっと思いやり! さくらママのエコライフ       | 田中美智子 | 1月27日        |
| 10   | お手紙でお届けします、『月刊・はるのふぁみりぃ新聞』 | 田中美智子 | 2月3日         |
| 11   | プレゼントの達人はだ～れ?                            | 田中美智子 | 2月10日        |
| 12   | もお～!自分の時間が欲しい!!                          | 田中美智子 | 2月17日        |
| 13   | 愛情たっぷり!?おかゆのすすめ                         | 田中美智子 | 2月24日        |
| 14   | 大変!!おひなさまに虫が…                              | 田中美智子 | 3月3日         |
| 15   | さくらが一大決心!? わたしの夢の貯金箱                | 田中美智子 | 3月10日        |
| 16   | よその子を叱るのって 難しくない?                     | 田中美智子 | 3月17日        |
| 17   | 手抜きじゃないのよ! 暮らしの便利グッズ               | 田中美智子 | 3月24日        |
| 18   | ファミリーギャラリーに ようこそ!!                    | 田中美智子 | 3月31日        |